# Sacra propediem
Die Enzyklika Sacra propediem, die Papst Benedikt XV. am 6. Januar 1921 veröffentlichen ließ, handelte vom Dritten Orden der Franziskaner. Das Datum der Herausgabe erinnert gleichzeitig an den vor 700 Jahren  von Franz von Assisi gegründeten Franziskanerorden. Der Dritte Orden der Franziskaner trägt heute den Namen Ordo Franciscanus Saecularis.

## Anlass der Feierlichkeiten

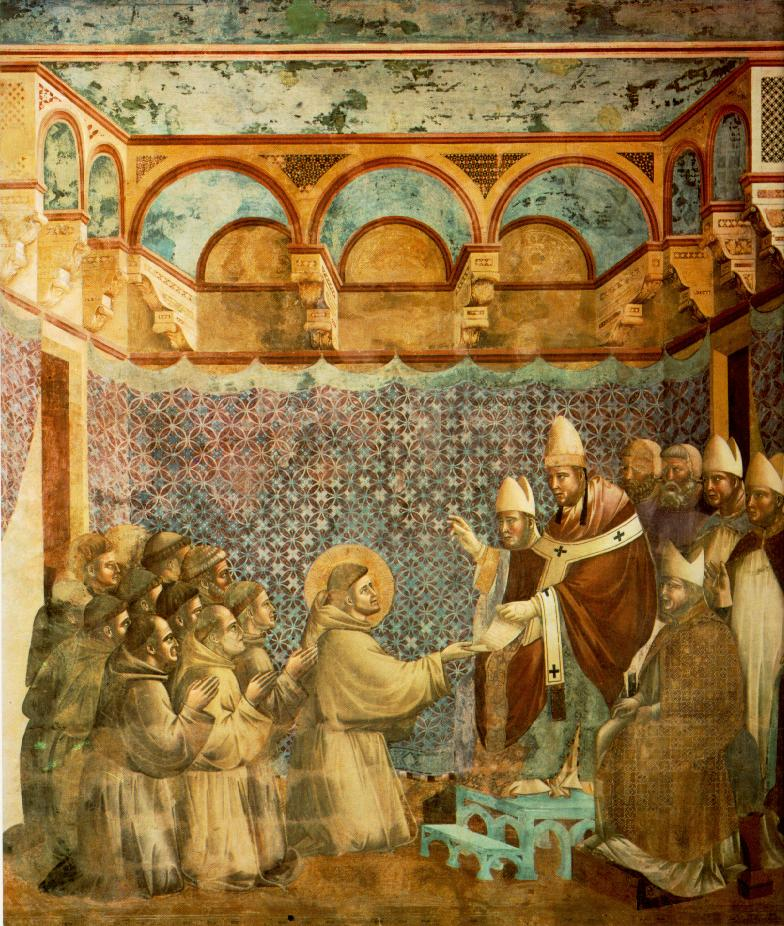
Franz und seine Brüder erbitten die Bestätigung der Regel. (Darstellung von Giotto di Bondone, um 1295)

„Viele Ereignisse veranlassen uns, auf die Feierlichkeiten des 700-jährigen Bestehens des Dritten Ordens der Franziskaner einzugehen“, schreibt der Papst. Er fügt seine eigenen Erinnerungen an seine Zeit in der Kathedrale Santa Maria in Aracoeli  an, diese Hohe Kirche sei den Franziskanern übergeben worden und stehe bis heute der Gemeinschaft zur Verfügung. Er geht nochmals ausführlich auf das Lebenswerk des Heiligen Franz von Assisi und dessen Ordensgründung ein. Die Gründung des Dritten Ordens (Tertiaris) führt er auf den Heiligen Franz zurück, dieser habe schon zu seinen Lebzeiten einen dritten, neben den zwei anderen Orden, in Betracht gezogen.  Mit der Constitution „Misericors Dei Filius“ von 1883 habe Papst Leo XIII.  eine Neuregelung des Dritten Ordens in Kraft gesetzt und diese den neuen sozialen und gesellschaftlichen Zuständen angepasst.

## An den „Dritten Orden“
Der Papst stellt fest, dass der Dritte Orden einen großen Einfluss ausübe, welcher den christlichen Frieden fördere und dessen Hilfe und sozialer Einsatz weltumfassend wirke. Deshalb sei es wünschenswert, dass sich in jeder Stadt  ein „Tertiaris der Franziskaner“ gründen solle, sie sollen die katholischen Verbindungen fördern und ihre Arbeit auf die Jugendlichen, Arbeiter und Frauen ausrichten. In dieser Tätigkeit liege die große Chance, den Frieden zu fördern und die Nächstenliebe zu verwirklichen. Benedikt XV. entwickelt dann neue Gedanken und erteilt den Auftrag, dass die Mitglieder dieses Dritten Ordens sich als „Franziskaner-Familie“ verstehen sollen. „Denn schließlich handelt es sich doch darum, dass möglichst vielen Menschen durch die Nachahmung des hl. Franziskus der Rückweg zu Christus gebahnt wird; auf dieser Rückkehr vor allem beruht die Hoffnung auf die Rettung der Gesellschaft.“ Sehr bedeutungsvoll sei die Überwindung der gesellschaftlichen Schranken zwischen Armut und Luxus, der Neid und Hass zwischen den Gesellschaftsschichten müsse abgebaut werden und neue Brücken sollen errichtet werden.

## Anordnung
Zu den Feierlichkeiten erlässt Papst Benedikt XV. gesonderte Regelungen, er legt Wert darauf, dass die Dritten Orden in allen Kirchen nach dem kanonischen Recht erfolgen müssen und setzt den 16. April des Jahres als den Beginn der Feierlichkeiten fest. Darüber hinaus legt er fest, dass in diesem Zeitraum der Feierlichkeiten, von jedem Priester Devotionalien, welche im Zusammenhang mit dem heiligen Franz ständen, gesegnet werden dürften.